# Носырева-Исаева, Раиса Кузьминична
Раи́са Кузьми́нична Но́сырева-Иса́ева (10 февраля 1939, Старая Кулатка, Старокулаткинский район, Куйбышевская область, РСФСР, СССР ― 15 октября 2023, Йошкар-Ола, Марий Эл, Россия) ― советская и российская актриса театра. Актриса Республиканского русского драматического театра Марийской АССР (1969―2008). Заслуженная артистка Российской Федерации (2011). Народная артистка Республики Марий Эл (1998). Член КПСС.

## Биография
Родилась 10 февраля 1939 года в селе Старая Кулатка ныне Старокулаткинского района Ульяновской области.
В 1957 году окончила Царевщинскую среднюю школу Балтайского района Саратовской области. По окончании школы два месяца работала дояркой, хотела стать агрономом, но не поступила в институт.
В 1958―1969 годах работала в Вольском муниципальном драматическом театре Саратовской области.
С 1969 года ― актриса Республиканского русского драматического театра Марийской АССР (ныне ― Академический русский театр драмы имени Г. Константинова). Работала вместе с режиссёром Г. В. Константиновым.
В 1998 году ей присвоено звание «Народная артистка Республики Марий Эл», в 2011 году ― почётное звание «Заслуженная артистка Российской Федерации». Является членом Союза театральных деятелей России.
Замужем, супруг ― заслуженный работник культуры И. М. Носырев, сын ― Ю. Носырев, участник Афганской войны, награждён орденом Красной Звезды и медалью «За отвагу».
Скончалась 15 октября 2023 года в Йошкар-Оле.

## Основные роли
Далее представлен список основных ролей Р. К. Исаевой-Носыревой:
- Улита («Лес», А. Островский)
- Елена Николаевна («Женитьба Белугина», А. Островский)
- Кукушкина (Доходное место», А. Островский)
- Кабаниха («Гроза», А. Н. Островский)
- Манефа («Корабль дураков», Н. Коляда)
- Мосевна («На золотом дне», Д. Мамин-Сибиряк)
- Вера Евдокимовна («Невеста из Парижа», Б. Рацер и В. Константинов)
- Волохова («Царь Фёдор Иоаннович», А. К. Толстой)
- Перепелиха («Каширская старина», Д. Аверкиев)
- Серафима («Самоубийца», Н. Р. Эрдман)
- Харитинья («Не стреляйте в белых лебедей», Б. Васильев)
- Мисс Фернивел («Случай в тёмной комнате», П. Шеффер)
- Елизавета Прокофьевна («Идиот», Ф. Достоевский)
- Марья («Иван и Мадонна», А. Кудрявцев)
- Матильда («Моя профессия – синьор из общества», Дж. Скарниччи, Р. Тарабузи)

## Признание
- Заслуженная артистка Российской Федерации (2011)[1][2]
- Народная артистка Республики Марий Эл (1998)[1][2]
- Заслуженная артистка Марийской АССР (1987)[1][2]